# WrestleMania V
WrestleMania V was een pay-per-viewevenement in het professioneel worstelen dat geproduceerd werd door de World Wrestling Federation (WWF). Dit evenement was de 5de editie van WrestleMania en vond plaats in het Boardwalk Hall in Atlantic City (New Jersey) op 2 april 1989.

## Matchen
| Nr.                                                                          | Match | Winnaar(s)                                    |
| ---------------------------------------------------------------------------- | --- | --------------------------------------------- |
| 1                                                                            | Hercules vs. King Haku (met Bobby Heenan) in een één-op-één match                                                           | Hercules                                      |
| 2                                                                            | The Rockers vs. The Twin Towers (met Slick) in een tag team match                                                           | The Twin Towers                               |
| 3                                                                            | Brutus Beefcake vs. Ted DiBiase (met Virgil) in een één-op-één match                                                        | Match eindigde in een dubbele count out       |
| 4                                                                            | The Fabulous Rougeaus (met Jimmy Hart) vs. The Bushwhackers in een tag team match                                           | The Bushwhackers                              |
| 5                                                                            | Mr. Perfect vs. The Blue Blazer in een één-op-één match                                                                     | Mr. Perfect                                   |
| 6                                                                            | Demolition (c) vs. The Powers of Pain in een handicap tag team match voor het WWF Tag Team Championship                     | Demolition (c)                                |
| 7                                                                            | Ronnie Garvin vs. Dino Bravo (met Frenchy Martin) in een één-op-één match                                                   | Dino Bravo                                    |
| 8                                                                            | The Brain Busters (met Bobby Heenan) vs. Strike Force in een tag team match                                                 | Brain Busters                                 |
| 9                                                                            | Jake Roberts vs. André the Giant (met Bobby Heenan) in een één-op-één match met special guest referee Big John Studd        | Jake Roberts                                  |
| 10                                                                           | The Honky Tonk Man & Greg Valentine (met Jimmy Hart) vs. The Hart Foundation in een tag team match                          | The Hart Foundation                           |
| 11                                                                           | The Ultimate Warrior (c) vs. Rick Rude (met Bobby Heenan) in een een-op-eenmatch voor het WWF Intercontinental Championship | Rick Rude (nc)                                |
| 12                                                                           | Jim Duggan vs. Bad News Brown in een een-op-eenmatch                                                                        | Match eindigde in een dubbele diskwalificatie |
| 13                                                                           | The Red Rooster vs. Bobby Heenan (met The Brooklyn Brawler) in een een-op-eenmatch                                          | The Red Rooster                               |
| 14                                                                           | Randy Savage (c) vs. Hulk Hogan in een een-op-eenmatch voor het WWF Championship                                            | Hulk Hogan (nc)                               |
| (c) huidige kampioen voor en na de match \| (nc) nieuwe kampioen na de match | |                                               |